# Martín Leiva
Martín Darío Leiva (Buenos Aires, 23 aprile 1980) è un cestista argentino.

## Carriera
Con l'Argentina ha disputato i Giochi olimpici di Londra 2012 e due edizioni dei Campionati americani (2007, 2011).